# Die Titte und der Mond
La teta y la luna (Die Titte und der Mond, auf Katalanisch La teta i la lluna) ist ein spanisches Erotikdrama aus dem Jahr 1994 von Bigas Luna, der mit surrealistischen Einschüben arbeitet.

## Handlung
Der etwa zehnjährige Tete lebt mit seinen Eltern in einem katalanischen Küstenort. Auf das neugeborene Brüderchen reagiert er erst mit Ablehnung und bald auch mit Neid, weil die Mutter den Kleinen stillt. In Gesprächen mit dem Mond entwickelt Tete die Wunschphantasie, eine Brust, die ihn mit Milch nährt, ganz für sich zu haben.
Aus Tetes Sicht werden weitere Ereignisse erzählt. Am Strand lässt sich ein Gauklerpaar mit seinem Wohnwagen nieder, die Portugiesin Estrellita und ihr älterer Mann, der Franzose Maurice. Sie führen auf dem Jahrmarkt Ballett und Kunststückchen mit Pfeilschießen auf und belustigen das Publikum mit lautem Furzen. Tete verliebt sich in Estrellita und stellt sich vor, wie ein Milchstrahl aus ihrer Brust seinen Mund füllt. Doch er ist nicht der einzige Verehrer, der ständig ihre Nähe sucht: Miguel, ein Halbstarker aus der Nachbarschaft, singt vor dem Wohnwagen ausdauernd Flamenco-Lieder und geht damit Maurice zunehmend auf die Nerven. Wegen geschwundener Manneskraft ist Maurice nicht mehr in der Lage, seine junge Frau zu befriedigen. Eine Weile duldet er, dass Miguel sie besteigt, dann sperrt er sie in den Wohnwagen. Er prügelt sich mit Miguel. Estrellita und Maurice schwören sich noch einmal ewige Liebe und verlassen den Ort, ohne sich zu verabschieden. Tete beweist bei einer Mutprobe, dass er Cojones hat, und phantasiert schließlich, dass ihn Estrellita und seine Mutter an ihren Brüsten nuckeln lassen.